# トス (マロリオン物語)
トス（Toth）は、デイヴィッド・エディングスのファンタジー小説『マロリオン物語』に登場する架空の人物。

## 人物概略
マロリーの従属国のひとつであるダラシア保護領に住むダル人。《ムリンの書》に代表される『光の予言』において【物いわぬ男】と呼ばれ、マロリオンで探索の旅の仲間となる。特徴としては、
- ケルの女予言者シラディス（Cyradis）のパートナーであり、彼女の幻影を呼び出すことが出来る。
- 言葉を喋ることができない代わりに表情やジェスチャーで感情を表現する。
- がっしりした体格の巨漢で、簡素な服装をしている。
- 大の釣り好きである。
- 武器は最初から携えていた棍棒と、盛り上がった筋肉から繰り出される怪力。

である。

## 人間性
【物いわぬ男】と予言で表現されているだけあって、口から言葉を発することがない。これは、
「目を布で覆う予言者のパートナーは、言葉を喋ることができない者でなければならない」
という独特の掟に由来している。
主であるシラディスには身を挺して仕えており、シラディスもそんな彼を心の底から信頼している。また、ダーニク（Durnik）をはじめとする仲間からも篤い信頼を得ている。とくにダーニクとは『釣り』という共通の趣味で意気投合し、一緒に力仕事を担当していただけあって、強い絆で結ばれている。また、エリオンド（Eriond）とも親友である。
大木のような体格に似合わず、心根は純朴かつ繊細である。仲間のひとことに、言葉のかわりに屈託のない笑顔で応えていた。また、ダーニクと仲違いしてしまったとき、彼はショックで意気消沈していた。が、再び親友関係に戻ったとき、彼は心底喜んだ。2人の友情は最期まで続いた。

## 『マロリオン物語』での活躍
ガリオン（Garion）たちがドラスニアのレオンにある熊神教徒の本拠地を鎮圧した後、彼はシラディスの幻影とともに現れる。その頃、ガリオンは息子ゲラン（Geran）を何者かに誘拐され、行方を知る手がかりを失い、途方に暮れていた。
シラディスはそんなガリオンに真実を教える――【光の子】ベルガリオン（Belgarion、＝ガリオン）の愛息にしてリヴァの皇太子ゲランを誘拐したのは【闇の子】ザンドラマス（Zandramas）であること。ザンドラマスはゲランとともに《サルディオン》のもとへ向かっていること。《サルディオン》は『もはや存在しない場所』にあること。そして、『もはや存在しない場所』で《光と闇の最終対決》が行われ、勝敗は『選択』によって決まること。
彼は、シラディスが「探索の旅に関する予言に名が挙がっている人物」のひとり【物いわぬ男】としてガリオン一行に加わることになる。
※ちなみに、この段階で仲間に加わっている「探索の旅に関する予言に名が挙がっている人物」は、
- 【光の子】にしてリヴァ国王ガリオン
- 【世界の女王】にしてガリオンの妻セ・ネドラ（Ce'Nedra）
- 【愛される永遠なる者】にして伝説の魔術師ベルガラス（Belgarath）
- 【愛される永遠なる者】魔術師ベルガラスの娘の女魔術師ポルガラ（Polgara）
- 【二つの命を持つ男】にしてポルガラの夫ダーニク（Durnik）
- 【珠かつぎ】エランド（Errand、＝エリオンド）
- 【案内人】にしてドラスニア屈指の密偵シルク（Silk）

の7名である。
最初に仲良くなったのはダーニクで、きっかけはダーニクに釣りが好きかどうか訊かれたことだった。釣りが大好きな彼はダーニクとともに釣りを楽しむ。これ以後、彼らはともにいることが多くなる。
　
トルネドラの首都トル・ホネスで【女狩人】リセル（Lissele）、ニーサの首都スシス・トールで【男ならぬ男】サディ（Sadi）を仲間に加えたガリオン一行は、クトル・マーゴスに入る。そして、次の目的地であるクトル・マーゴスの軍管区のひとつ・ヴァーカト島を目指す。一行が森に隠れている《死体喰い》に襲われそうになったとき、彼は《死体喰い》の欠点を仲間たちに教える。さらに、森を抜けたところにある海岸にヴァーカト行きの船が一行を待っていることを、ジェスチャーで伝える。
その船で、ガリオン一行はヴァーカト島に向かう。一行を待っていたのは、年齢不詳の白髪の男・ヴァード（Vard）だった。ヴァードの住む村に案内された一行は、そこで休息をとる。しかし、トスはひとり姿を消す。彼はこの村に住むヴァードらダル人とともに村の近くの森に行き、村に住む予言者やパートナー仲間とともにシラディスの次なる指示を受けていたのだ。彼はそのとき、シラディスと涙の再会を果たす（その光景は、彼を探しに来ていたガリオンとシルクに見られてしまう）。一行の宿に戻った彼は、シラディスの命令通り、ベルガラスに『マロリーの福音書』の写本の一部を渡す。
しかし、シラディスから受けていた指示は、それだけではなかった。彼はヴァードらとともに、ガリオン一行をマロリー皇帝カル・ザカーズ（Kal Zakath）のいるクトル・マーゴスのラク・ハッガへ連行せよ、と言われていたのだ。彼は指示通り、一行の隠れ場所をマロリー軍の兵士に教える。このとき、ダーニクは彼の行為に激怒し、彼を『裏切り者』呼ばわりするようになってしまう。
ガリオン一行がラク・ハッガでザカーズに会い、原因不明の体調不良におちいっていたセ・ネドラと、ニーサ製の毒薬で死亡寸前まで追い込まれたザカーズが回復した後、一行はマロリーの首都マル・ゼスに連行される。マロリーへ向かう船の上で、ようやくトスはダーニクと仲直りすることが出来た。ふたりは以前と同じように笑いあい、心行くまで海釣りの旅を楽しんだ。
マル・ゼスで『賓客』として迎えられたガリオン一行は旅を進めるため、疫病騒動に便乗する形で、封鎖されたマル・ゼスから脱出すると、カランダ七王国のひとつ・カタコールにあるアシャバを目指した。ガリオンが倒した邪神トラク（Torak）の神殿でリセルがハラカン（Harakan）を殺害した後、彼はいやいやながらベルガラスの頼みを受け入れる。
カランダ七王国を横断し、メルセネ帝国の首都メルセナ、ザンドラマスの故郷ダーシヴァ、メルセネの公国のひとつガンダハールを経由して、【からっぽの者】ザカーズを仲間に加えたガリオン一行は、ついにダラシア保護領唯一の都市ケルに入る。その間、トスはガリオンやダーニクやシルクとともに戦闘の最前線に立ち、棍棒と怪力でグロリムや敵の兵士たちを倒してきた。
トスは仲間たちがシラディスを探している間に、再び姿を消す。シラディスの指示で、都市の裏手にそびえる巨大な山にある『予言者の場所』に続く山道でガリオンたちを待っていたのだ。鷹に変身したガリオンとポルガラ、途中から旅に同行するようになったベルガラスの『兄弟』で魔術師のベルディン（Beldin）が山道に到着し、ポルガラがある言葉を告げると、彼は道の脇に寄り、シラディスのもとに案内した。そして、シラディスの代わりに『マロリーの福音書』の原本をベルガラスに手渡す。
『もはや存在しない場所』についてわかったところで、ガリオン一行はダラシア保護領の一国・ペリヴォー島へ渡る。そこで【見張り女】ポレドラ（Poledra）を仲間に加え、「探索の旅に関する予言に名が挙がっている人物」が全員揃う。さらに、ザンドラマスが犯し続けている反則のペナルティとして、ベルディンも正式に仲間に加わる。ガリオン一行が『もはや存在しない場所』に到着すると、ザンドラマスがグロリムを率いて一行に襲いかかる。トスはいつもの棍棒ではなく、ダーニクの斧を手にグロリムたちを葬っていく。
そして、一行は『選択』が行われる洞窟に入ったところで現れたザンドラマスの悪魔モージャ（Mordja）と戦う。悪魔のとどめをさそうと、トスはモージャの身体をおさめている竜に立ち向かうが、かつてトラクが持っていた黒い剣クスゥレク・ゴルの一撃を受け、この世を去る。シラディスの予言では、
「《光と闇の最終対決》で誰かひとりが必ず死ぬ」
とあった。その予言で死ぬべき人物は、不幸にもシラディスに仕えてきた彼だったのだ。
耐えがたい哀しみを振り切ったシラディスが『選択』を行い、《光と闇の最終対決》に決着がついた後、彼の亡骸は、神となったエリオンドと4人の魔術師によって丁重に葬られた。彼が永遠に眠る場所には、トラクの時代にあった血と炎と生贄の悲鳴と忌々しい記憶は、もはや存在なかった。美しい大理石の壁や床が空間を覆い、永遠に枯れることのない花が亡骸と大理石の壁を包み込んでいた。